# 大公國
大公國（拉丁語：Magnus Dux），是一种在帝制範圍之內保持自治的君主制主權公國；其元首的頭銜為大公或者是女大公，即Dux，Duca，Duke或Duché，源自古罗马对非罗马血统，却效力罗马并发挥重要作用的将领尊称；大公國在中世紀歐洲具有較高級別的主權。
在大公國等級之下的領土有公國（Dukedom）和諸侯國（Principality，意譯是「諸侯的封地」。Prince本意指有王室血统的亲王或王子，在法国与英国不同，因时有需表示对重要将领的重视，亦会将非王室血统重臣称为Prince，作法語時專指在王权之下“主權等級最低的君長”、多在后拿破崙時期的法國控制範圍內使用，因拿破仑曾赋予多位与其无血缘关系的将领为Prince即亲王；在神聖羅馬帝國範圍內的德意志諸邦，也往往被稱為“Princes of the Holy Roman Empire”，意為神聖羅馬帝國的眾諸侯），有些被承認具有獨立的主權，有些則在其他王國或帝國保護之下享有一定主權。雖然此類國家元首的爵位頭銜的等級有別，但在当代国际体系中實際上都是平等論交的國家元首。
現今實際上仍然保留大公國國號的只剩下盧森堡大公國，但由於早期翻譯的不準確、以及由英文和法文中的Prince一詞帶來的混淆，基本上任何君主制的城邦或微型國家，在中文或日文都被稱為大公國或公國，其君主則大多翻譯為親王、大公、公爵、王子等等。當今國際上被中文翻譯作“公國”或“親王國”的國家尚有摩納哥、列支敦士登、安道爾。此類國家的起源都是歷史上獨立的城邦領地，或是被大帝國冊封而來的君主制諸侯國、在其帝國消亡后仍然保持君主制和獨立地位，此類國家，不論其原本在歐洲封建體系內的等級，現今在國際上都被平等地當做主權獨立的國家對待。

## 起緣
這個起源是在古代封建制度成立時代，大的國家被定義為由很多較小的自治體（諸侯國）組成，其沒有完全的主權卻有服從其所屬的大君主的義務，諸侯國地位和作用又和「藩屬」有所重疊，但藩屬卻是真正國家，如即使是宗主的帝國也不能在裡頭行使政令，居民也常和宗主國有文化分別，卻在一種強制性的結盟狀態中（參見朝貢體系）。
因為這些小國的諸侯妨礙了社會發展，例如設置了關卡征稅和在領地內有連君主都沒有的某些實權。所以在領民抗議和君主壓制下，在近代諸侯小國都被併入了民族國家或更大的帝國中，而藩屬國多贏得了獨立的地位，更進一步是共和或君主立憲後，而諸侯國被注釋成為中等甚至大國家的割據勢力，甚至是帝國主義用來分化殖民地人民，而假意保留舊王室特權的產物（如印度的土邦），而不是真正的國家遭到廢止。
但反過來是因為客觀上仍然有和主要語言不通行的小民族存在，而且各較大的國家為了減少之間的衝突，而有條件地承認一些本來是諸侯國升格為主權國家的獨立地位，條件多是要永久中立之類。
當1815年荷蘭成為獨立王國，盧森堡成為大公國，亦荷蘭王國的一部分，荷蘭國王威廉一世兼任盧森堡大公。直到1890年，威廉三世駕崩後，並沒有留下男嗣，由於盧森堡採用薩利克繼承法，而荷蘭並沒有採用該法，因此荷蘭王位傳給威廉三世的獨生女，是為威廉明娜女王，而盧森堡大公的位子傳給遠房的表弟阿道夫，成為第四任的盧森堡大公。現今盧森堡的元首是亨利大公。
現今的芬蘭、立陶宛、以及荷蘭的林堡省在歷史上也曾經是大公國。

## 頭銜
大公這個頭銜在不同地方是不同的，雖然各地的地位都比國王低一等同樣都比公爵高，在大多数國家也比親王高（如德國和俄國）。大公所統治的領土稱大公國，可是盧森堡大公實際上是和國王甚至皇帝平等外交的。
其實起源就是本來諸侯的稱號，古代就有以「爵位＋國」組成的封邑名稱，如「公國」、「侯國」等。

## 例子
在拿破崙戰爭與第一次世界大戰期間，歐洲至少出現過8個大公國。大部分的大公國都是建立在拿破崙時代及其後的維也納會議，並是共組德意志邦聯的成員國：
- 奧地利大公國（1453年─1918年，神聖羅馬帝國最重要的邦國之一，1453年被神聖羅馬帝國皇帝腓特烈三世正式承認為大公國，是哈布斯堡君主國的權力核心，奧地利帝國的前身。)
- 托斯卡納大公國（1569年─1860年，後來成為義大利的一部分）
- 贝格大公国（1806年─1813年，後來成為普魯士的一部分）
- 維爾茨堡大公國（1806年─1814年，後來成為巴伐利亞王國的一部分）
- 巴登大公國（1806年─1918年，自從1871年成為德國的一部分）
- 黑森-達姆施塔特大公國（1806年─1918年，自從1871年成為德國的一部分）
- 芬蘭大公國（1809年─1917年與俄罗斯帝国組共主邦聯，1917年後成為共和國）
- 法蘭克福大公國（1810年─1813年，之後成為德國的一部分）
- 波茲那大公國（1815年─1848年，後來成為普魯士的一部分）
- 盧森堡大公國（1815年迄今，與荷蘭組共主邦聯直到1890年）
- 梅克倫堡-什未林大公國（1815年─1918年，自從1871年成為德國的一部分）
- 梅克倫堡-斯特雷利茨大公國（1815年─1918年，自從1871年成為德國的一部分）
- 薩克森-魏瑪-艾森納赫大公國（1815年─1918年，自從1871年成為德國的一部分）
- 奧頓伯格大公國（1846年─1918年，自從1871年成為德國的一部分）
- 克拉科夫大公國（1846年─1918年與奧地利組共主邦聯，後來成為波蘭的一部分）